# Nicolas-Louis de Lacaille
Abbé Nicolas Louis de Lacaille (15. března 1713 – 21. března 1762) byl francouzský astronom. Je známý především díky zavedení 14 nových souhvězdí, které se staly standardem, a katalogem vesmírných objektů Coelum Australe Stelliferum (publikovaným posmrtně v roce 1763), do kterého zahrnul téměř 10 000 hvězd jižní oblohy včetně 42 mlhovin. Kromě toho sestavil de Lacaille mj. tabulku zatmění Slunce na 1800 let.
Na počest studia jižní oblohy po něm byl pojmenován šedesáticentimetrový teleskop na ostrově Réunion.